# Unterstammheim
Unterstammheim (toponimo tedesco) è una frazione del comune di Stammheim, nel Canton Zurigo, costituito il 1° gennaio 2019. Fino al 31 dicembre 2018 era un comune autonomo.

## Storia

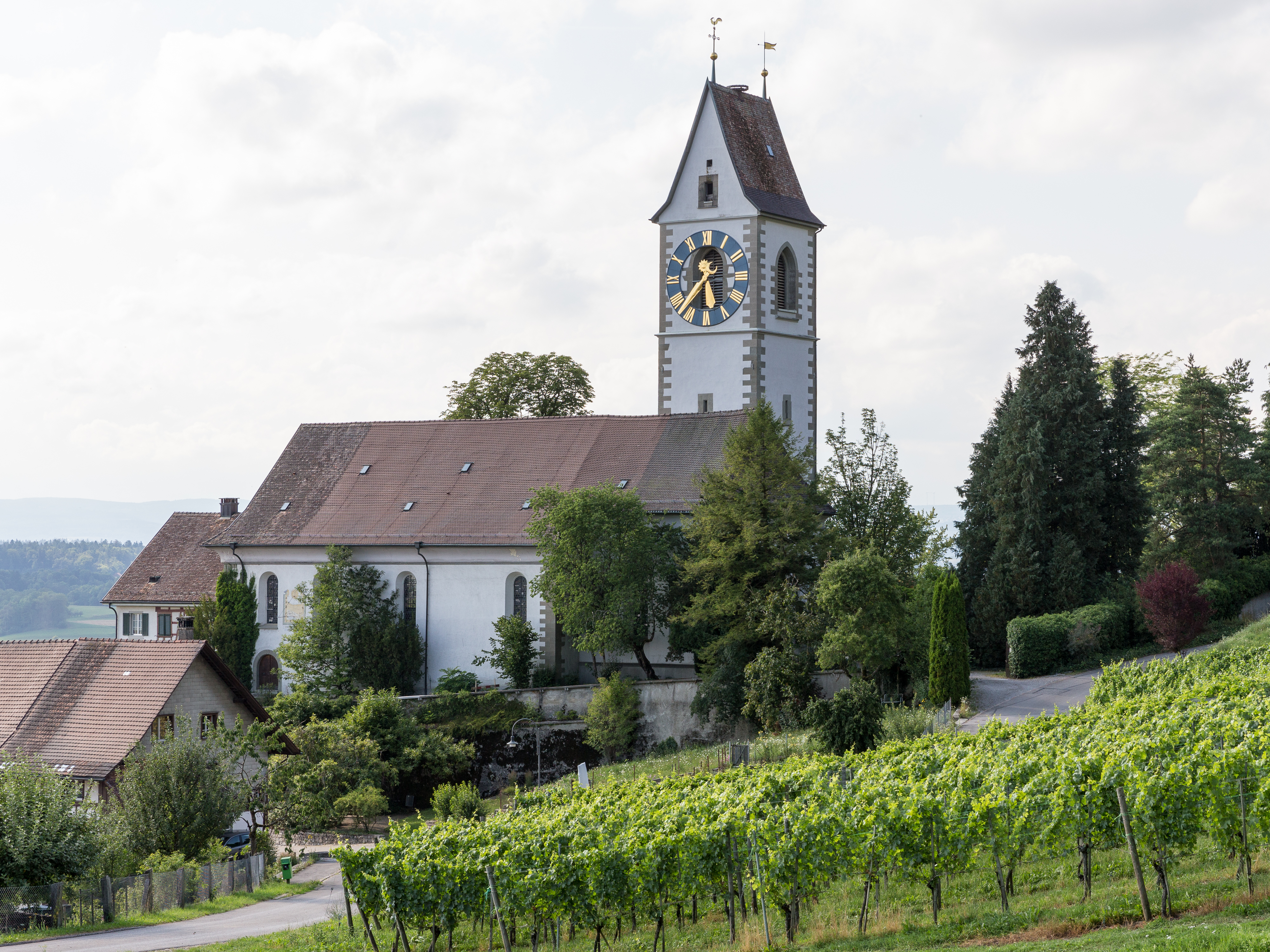
La chiesa di Santa Maria

Il 24 settembre 2017 gli elettori di Oberstammheim, Unterstammheim e Waltalingen hanno deciso di fondersi creando il comune di Stammeheim a partire dal 1° gennaio 2019.

## Monumenti e luoghi d'interesse
- Chiesa riformata di Santa Maria, attestata dal tardo Medioevo[3].

## Società

### Evoluzione demografica
L'evoluzione demografica è riportata nella seguente tabella:

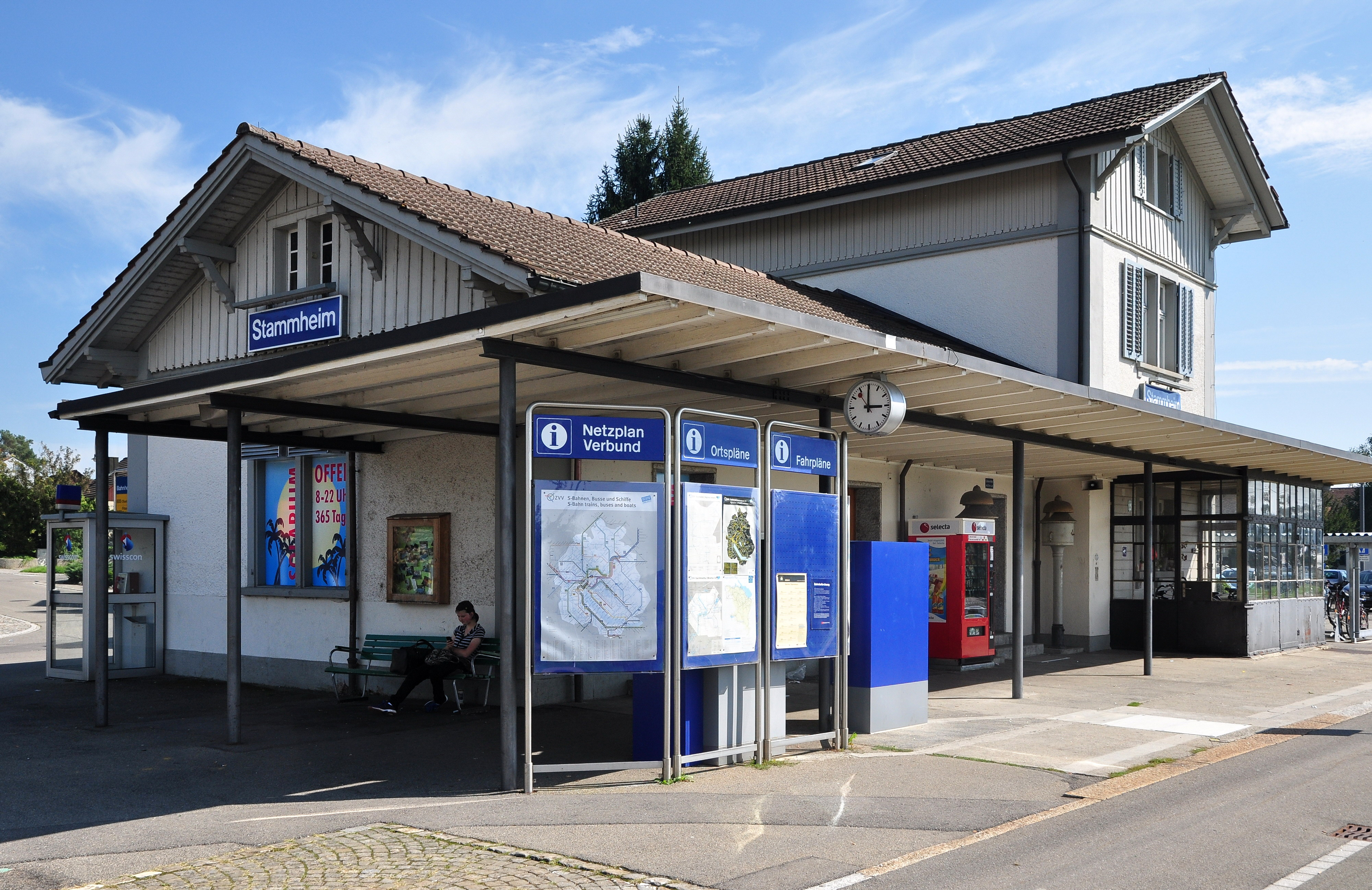
La stazione di Stammheim

Abitanti censiti

## Infrastrutture e trasporti
Unterstammheim è servito dalla stazione di Stammheim sulla ferrovia Winterthur-Etzwilen.

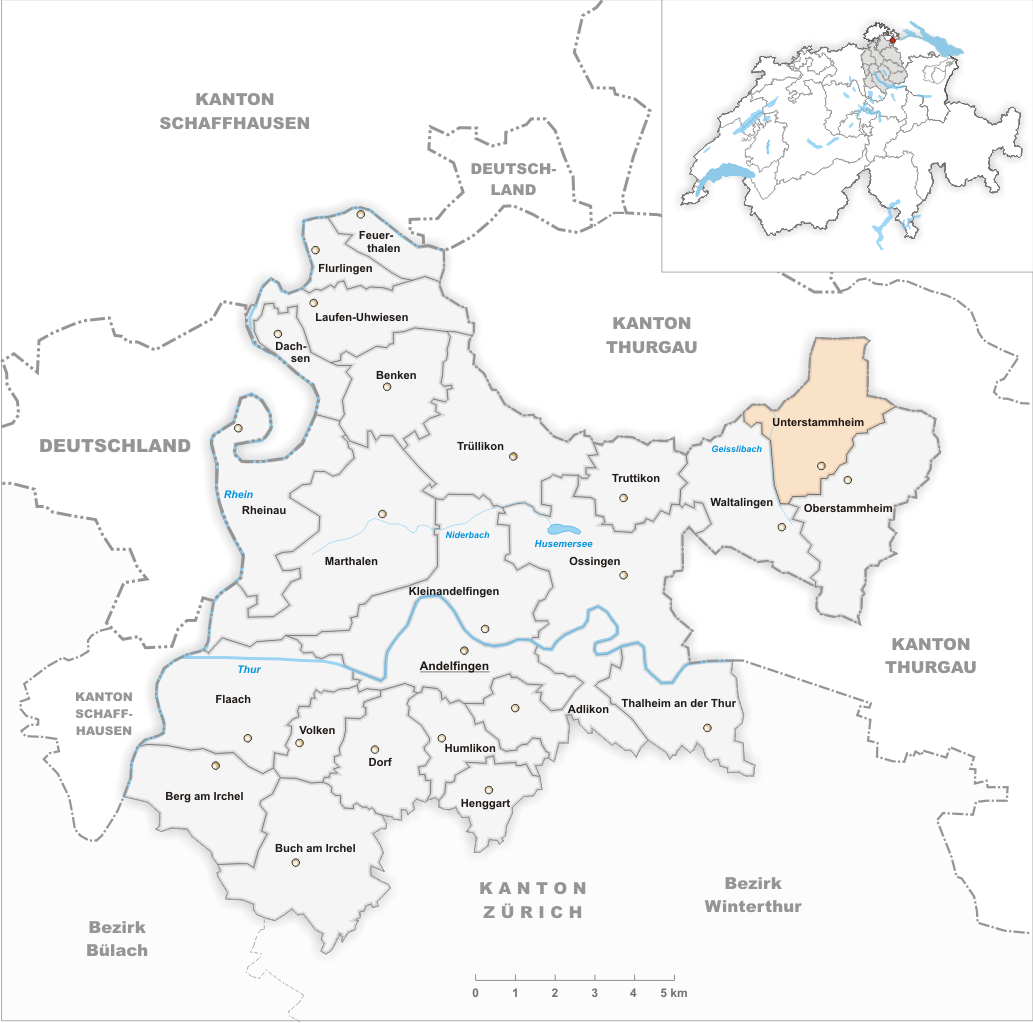
Il comune di Unterstammheim prima della fusione del 1° gennaio 2019

## Amministrazione
Ogni famiglia originaria del luogo fa parte del cosiddetto comune patriziale e ha la responsabilità della manutenzione di ogni bene ricadente all'interno dei confini del comune.